# Arantia rectifolia
Arantia rectifolia är en insektsart som beskrevs av Brunner von Wattenwyl 1878. Arantia rectifolia ingår i släktet Arantia och familjen vårtbitare. Inga underarter finns listade i Catalogue of Life.